# Anders Nielsen
Pour les articles homonymes, voir Nielsen.
Anders Nielsen, né le 6 décembre 1970 à Nakskov, est un joueur de football danois qui évoluait au poste d'attaquant de pointe. Il a effectué la majeure partie de sa carrière professionnelle en Belgique, jusqu'à sa retraite sportive en 2007. Depuis mars 2011, il est recruteur chargé de la Scandinavie pour le compte d'un de ses anciens clubs, le FC Bruges.

## Carrière
Anders Nielsen commence sa carrière dans le club amateur danois Nakskov BK en 1989. Après deux ans, il rejoint la Division 2 en signant à Helsingør IF, puis au Hellerup IK en 1994. Il quitte alors son pays natal pour rejoindre le championnat belge. Il est transféré à Saint-Trond, où il joue deux saisons à la pointe de l'attaque, pour seulement 4 millions de francs belges, soit un peu moins de 100 000 €. Il inscrit 18 buts lors de ses deux ans à Saint-Trond, ce qui lui vaut un transfert dans un club du top belge, le FC Bruges. Après une saison, il est mis sur la liste des joueurs « transférables » par l'entraîneur de Bruges Eric Gerets. Le club tombe d'accord avec La Gantoise pour un montant de transfert avoisinant les 50 millions de francs (1,25 million d'euros), et Nielsen y signe un contrat portant sur les cinq prochaines saisons.
Anders Nielsen joue régulièrement dans l'équipe de base du club gantois lors des trois premières saisons qu'il passe au club. Mais après le départ de l'entraîneur Trond Sollied, il est relégué sur le banc de touche. En janvier 2001, il est prêté pour six mois à l'Omonia Nicosie, le plus important club de Chypre. Il y remporte le titre de champion de Chypre 2001, avant de revenir à Gand. Le début de saison 2001-2002 n'est guère plus souriant pour lui, et il est de nouveau prêté pour six mois en janvier 2002, cette fois à Århus, dans son pays natal. Il revient en Belgique en juin, et signe un contrat en faveur de l'Antwerp. Il joue un an dans le club anversois, puis rejoint en 2003 les néo-promus d'Heusden-Zolder. Après une saison au cours de laquelle il joue peu, il décide d'aller jouer en Division 2 et signe au Red Star Waasland. 
En 2005, Anders Nielsen met un terme à sa carrière professionnelle et va jouer au JV De Pinte, un club de provinciales ouest-flandriennes. En 2007, il arrête définitivement le football. Le 1er mars 2011, il est nommé recruteur pour le FC Bruges, responsable de la Scandinavie avec un autre ancien brugeois, Rune Lange.

## Palmarès
- Champion de Chypre en 2001 avec l'Omonia Nicosie.

## Statistiques
| Saison                | Club                  | Championnat           | Championnat | Championnat | Coupe nationale | Coupe nationale | Coupe de la Ligue | Coupe de la Ligue | Compétition(s) continentale(s) | Compétition(s) continentale(s) | Compétition(s) continentale(s) | Total | Total |
| Saison                | Club                  | Division              | M.          | B.          | M.              | B.              | M.                | B.                | Comp.                          | M.                             | B.                             | M.    | B.    |
| 1990-1991             | Nakskov BK            | Division 4            | -           | -           | -               | -               | 0                 | 0                 | -                              | 0                              | 0                              | 0     | 0     |
| 1991-1992             | Helsingør IF          | Division 2            | -           | -           | -               | -               | 0                 | 0                 | -                              | 0                              | 0                              | 0     | 0     |
| 1992-1993             | Helsingør IF          | Division 2            | -           | -           | -               | -               | 0                 | 0                 | -                              | 0                              | 0                              | 0     | 0     |
| 1993-1994             | Hellerup IK           | Division 2            | -           | -           | -               | -               | 0                 | 0                 | -                              | 0                              | 0                              | 0     | 0     |
| 1994-1995             | K Saint-Trond VV      | Division 1            | 30          | 9           | 1               | 0               | 0                 | 0                 | -                              | 0                              | 0                              | 31    | 9     |
| 1995-1996             | K Saint-Trond VV      | Division 1            | 25          | 9           | 3               | 1               | 0                 | 0                 | -                              | 0                              | 0                              | 28    | 10    |
| 1996-1997             | FC Bruges             | Division 1            | 15          | 5           | 1               | 0               | 0                 | 0                 | C1+C3                          | 2+3                            | 1+0                            | 21    | 6     |
| 1997-1998             | KAA La Gantoise       | Division 1            | 32          | 10          | 3               | 1               | 1                 | 0                 | -                              | 0                              | 0                              | 36    | 11    |
| 1998-1999             | KAA La Gantoise       | Division 1            | 26          | 6           | 0               | 0               | 1                 | 0                 | -                              | 0                              | 0                              | 27    | 6     |
| 1999-2000             | KAA La Gantoise       | Division 1            | 21          | 3           | 2               | 0               | 2                 | 0                 | -                              | 0                              | 0                              | 25    | 3     |
| 2000-2001             | KAA La Gantoise       | Division 1            | 5           | 2           | 1               | 1               | 0                 | 0                 | C3                             | 1                              | 0                              | 7     | 3     |
| 2000-2001             | Omonia Nicosie        | Division 1            | -           | -           | -               | -               | 0                 | 0                 | -                              | 0                              | 0                              | 0     | 0     |
| 2001-2002             | KAA La Gantoise       | Division 1            | 22          | 8           | 0               | 0               | 0                 | 0                 | -                              | 0                              | 0                              | 22    | 8     |
| 2001-2002             | AGF Århus             | Division 1            | -           | -           | -               | -               | 0                 | 0                 | -                              | 0                              | 0                              | 0     | 0     |
| 2002-2003             | R. Antwerp FC         | Division 1            | 28          | 1           | 3               | 0               | 0                 | 0                 | -                              | 0                              | 0                              | 31    | 1     |
| 2003-2004             | Heusden-Zolder SK     | Division 1            | 5           | 0           | 0               | 0               | 0                 | 0                 | -                              | 0                              | 0                              | 5     | 0     |
| 2004-2005             | Red Star Waasland     | Division 2            | 30          | 3           | 2               | 1               | 0                 | 0                 | -                              | 0                              | 0                              | 32    | 4     |
| 2005-2006             | JV De Pinte           | prov.                 | -           | -           | -               | -               | 0                 | 0                 | -                              | 0                              | 0                              | 0     | 0     |
| 2006-2007             | JV De Pinte           | prov.                 | -           | -           | -               | -               | 0                 | 0                 | -                              | 0                              | 0                              | 0     | 0     |
| Total sur la carrière | Total sur la carrière | Total sur la carrière | 239         | 56          | 16              | 4               | 4                 | 0                 | -                              | 6                              | 1                              | 265   | 61    |